# Le stelle hanno paura
Le stelle hanno paura (Lady of Burlesque) è un film statunitense del 1943 diretto da William A. Wellman.
Il film è basato sul romanzo The G-String Murders (1941) scritto dalla ballerina e attrice Gypsy Rose Lee.

## Trama
Dixie è un'attrice di varietà, due ragazze che lavorano nel suo spettacolo vengono uccise e lei, pur di non far chiudere il teatro, decide di collaborare con la polizia e si offre come esca riuscendo a fare arrestare il colpevole.